# Alex Fiva
Alex Fiva, né le 29 janvier 1986 à Davos, est un skieur acrobatique suisse spécialiste du skicross avec plus de 100 départs en coupe du monde.

## Carrière
Il commence sa carrière internationale en 2008 et obtient un premier podium deux ans plus tard à Innichen. En 2013, il gagne le petit globe cristal du skicross notamment grâce à trois victoires.

## Palmarès

### Jeux olympiques
- Sotchi 2014 : 31e en skicross.
- Pyeongchang 2018 : 9e en skicross.
- Pékin 2022 :  médaillé d'argent en skicross.

### Championnats du monde
| Édition/Discipline             | skicross |
| Mondiaux 2011 à Deer Valley    | 25e      |
| Mondiaux 2013 à Voss-Myrkdalen | 11e      |
| Mondiaux 2015 à Kreischberg    | 28e      |
| Mondiaux 2017 à Sierra Nevada  | 21e      |
| Mondiaux 2019 à Park City      | 4e       |
| Mondiaux 2021 à Idre           | 1re      |

### Coupe du monde
- Meilleur classement général : 3e en 2013.
- 1 petit globe de cristal :
  - Vainqueur du classement skicross en 2013.
- 37 podiums dont 14 victoires.

#### Détails des victoires
| Édition / Épreuve | Skicross                                |
| 2011-2012         | St. Johann in Tirol Les Contamines      |
| 2012-2013         | Innichen/San Candido Les Contamines Åre |
| 2013-2014         | Kreischberg Arosa                       |
| 2016-2017         | Val Thorens Watles (de) Idre            |
| 2017-2018         | Idre                                    |
| 2018-2019         | Idre                                    |
| 2021-2022         | Val Thorens                             |
| 2024-2025         | Val Thorens                             |

#### Différents classements en coupe du monde
| Année/Classement | Année/Classement | Général | Général | Skicross | Skicross |
| ---------------- | ---------------- | ------- | ------- | -------- | -------- |
| Année/Classement | Année/Classement | Class.  | Points  | Class.   | Points   |
| 2008             | 2008             | 204e    | 0       | 60e      | 2        |
| 2010             | 2010             | 125e    | 3       | 45e      | 36       |
| 2011             | 2011             | 46e     | 19      | 14e      | 212      |
| 2012             | 2012             | 8e      | 43      | 3e       | 434      |
| 2013             | 2013             | 3e      | 62      | 1e       | 619      |
| 2014             | 2014             | 25e     | 33      | 7e       | 358      |
| 2015             | 2015             | 49e     | 20      | 15e      | 221      |
| 2016             | 2016             | 40e     | 26,33   | 8e       | 316      |
| 2017             | 2017             | 11e     | 45,64   | 3e       | 639      |
| 2018             | 2018             | 20e     | 34,90   | 4e       | 349      |
| 2019             | 2019             | 13e     | 45,73   | 3e       | 503      |
| 2020             | 2020             | 68e     | 18,45   | 13e      | 203      |
| 2021             |                  |         |         |          |          |